# Camilla Stoltenberg
Camilla Stoltenberg, född 1958, är norsk läkare med inriktning på epidemiologi, professor vid Bergens universitet och tillträdde 2012 tjänst som direktör (motsvarar svensk generaldirektör) för Folkehelseinstituttet i Oslo.
Stoltenberg var en av dem som vid årsskiftet 2005/06 först upptäckte den norske cancerforskaren Jon Sudbøs forskningsfusk. Hon hade då ett överordnande ansvar för den norska databasen Cohort of Norway (CONOR) och reagerade bland annat på cancerforskarens uppgifter om patientrapporter från databasen under år när den inte ens existerade.
Stoltenbergs egen forskning har varit inriktad på epidemiologi om barns levnadsförhållanden och undersökningar kring detta utgjorde grunden för hennes doktorsavhandling.

## Familj
Stoltenbergs föräldrar var Karin och Thorvald Stoltenberg och hon är äldre syster till Jens Stoltenberg och en numera avliden syster, Nini Stoltenberg. Hon är gift med arkitekten Atle Aas, son till konstnären Nils Aas.

## Utmärkelser
2014 Hedersdoktor vid Köpenhamns universitet